# Kettig
Kettig település Németországban, Rajna-vidék-Pfalz tartományban. Lakosainak száma 3509 fő (2023. december 31.).

## Népesség
A település népességének változása:
| Lakosok száma | 2714 | 3320 | 3363 | 3411 | 3493 | 3509 |
|               | 1975 | 2017 | 2019 | 2021 | 2022 | 2023 |